# Horacio Zeballos
Horacio Zeballos (Mar del Plata, 27 de abril de 1985) es un jugador profesional de tenis argentino. Su mejor posición en el ranking de la ATP fue el N.º 39, conseguido el 4 de marzo de 2013, y en dobles el N.° 1, logrado el 6 de mayo de 2024, convirtiéndose en el primer argentino en conseguirlo en dicha modalidad, y en el primer tenista masculino argentino en alcanzar este puesto.
En Grand Slam, alcanzó los octavos de final del torneo individual de Roland Garros 2017, en tanto que fue campeón en dobles del Torneo de Roland Garros 2025 junto al español Marcel Granollers. Además, fue finalista en dicha modalidad del Abierto de Estados Unidos 2019 y de los Campeonatos de Wimbledon 2021 y 2023.
En singles ha logrado victorias ante rivales destacados como Rafael Nadal, Juan Martín del Potro, David Nalbandian, Fernando González, David Goffin, Ivo Karlović, Gaël Monfils, Gilles Simon, Aleksandr Dolgopólov, Fernando Verdasco y Janko Tipsarević. Actualmente se desempeña exclusivamente como doblista, habiendo alcanzado la marca de 25 títulos en dobles, convirtiéndose así en el jugador argentino más ganador en dicha especialidad, superando en esa marca al mejor tenista argentino de todos los tiempos, Guillermo Vilas (16).
Ganó el premio Olimpia de Plata al mejor tenista argentino de la temporada 2021, gracias a un excelente desempeño en dicho año, ganando con Marcel Granollers los Masters 1000 de Cincinnati y Madrid, además de jugar la final de Wimbledon de ese año.

## Carrera profesional

### 2004-2008: Inicios como tenista
En el año 2004 alcanzó su primera final de Futuro en septiembre en Buenos Aires, mientras que en 2005, llegó a las finales de los Challengers de Italia y Colombia y avanzó a semifinales en otros cuatro torneos.
En 2006 completó un récord de 4-1 en finales de Futuros, ganando títulos en Argentina y Francia. También fue finalista en España. Su mejor resultado en Challenger fue cuartos de final en Quito. En 2007 llegó a semifinales en los Challengers de San Luis de Potosí y Tunica Resorts, ambos sobre arcilla, y llegó a cuartos de final en otros cuatro torneos. Su primer consagración relevante también fue en ese año, consiguiendo el primer puesto en los Juegos Panamericanos 2007, siendo campeón en dobles junto a Eduardo Schwank. 
En 2008 completó sus mejores resultados en el circuito de Challengers al ganar el primer título de su carrera en Recanati, derrotando en la final a Grega Žemlja. Además llegó a la final de Bogotá. Alcanzó cuartos de final en León, Sassuolo, Cali y Puebla.

### 2009-10: N°3 de Argentina
En 2009 estuvo situado como el N° 3 de Argentina (detrás de Juan Martín Del Potro y Juan Mónaco), escaló 164 posiciones en relación con 2008. Completó un récord de 48-14 en el circuito Challenger con cinco títulos en ocho finales. Abrió la temporada con las semifinales del Challenger de Sao Paulo. Este año ganó además los Challenger de Bucaramanga, Bogotá, Manta, Campos do Jordao, Buenos Aires. En mayo fue finalista del Challenger de Pereira. Clasificó a su primer Grand Slam en el US Open, donde avanzó una ronda antes de perder con Tomáš Berdych en cuatro sets. Ingresó directo en el ATP World Tour de San Petersburgo y llegó a su primera final en estas series, perdiendo con Sergiy Stajovski. Al final de la temporada sumó premios por US$253.637.

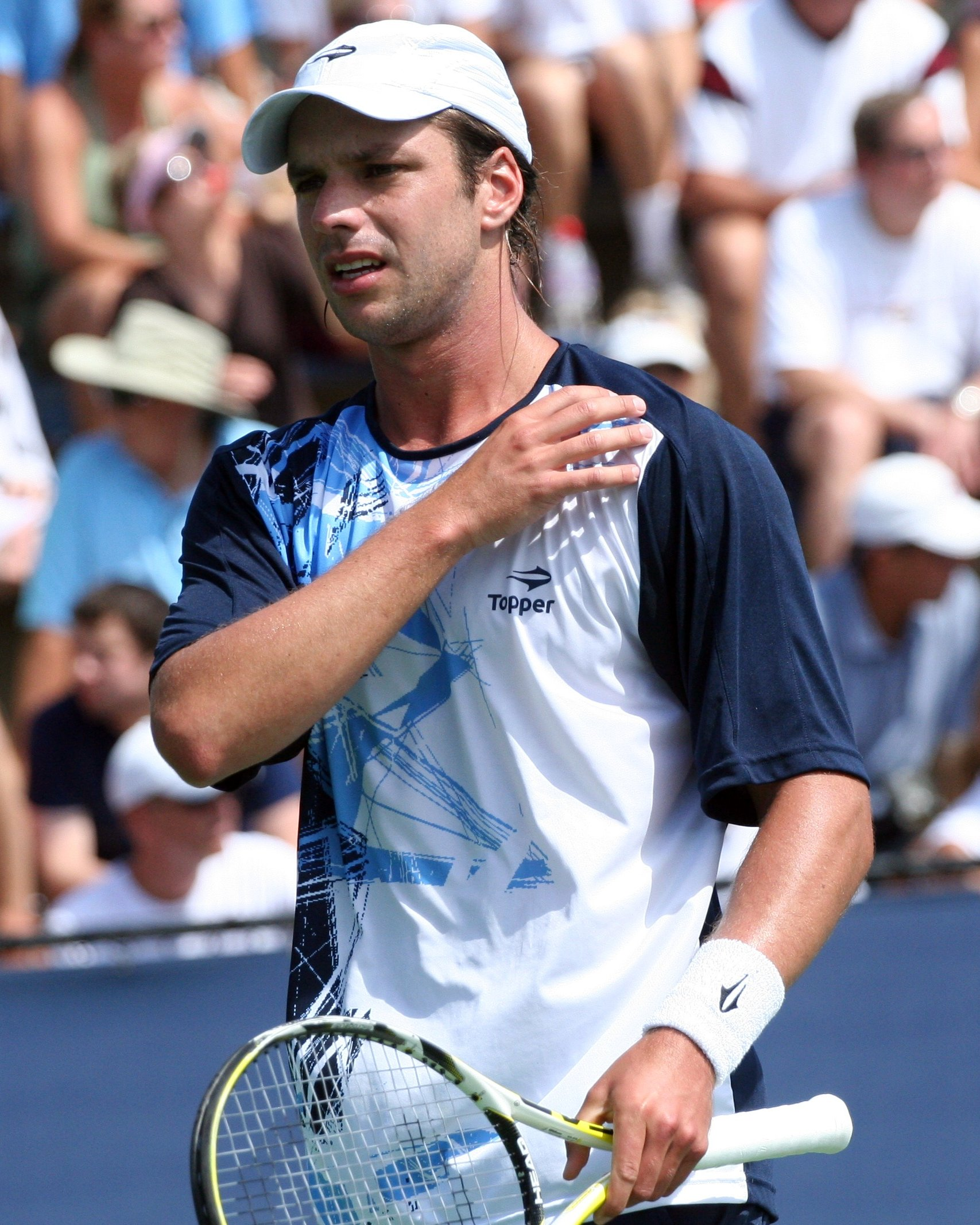
Zeballos disputando el US Open 2009

En el año 2010, después de cuatro derrotas sucesivas perdiendo en primera ronda al inicio de la temporada, rompió la mala racha llegando a cuartos de final en el ATP de Buenos Aires, donde perdió con Juan Mónaco). En dobles actuó con su compatriota Sebastián Prieto y ganó su primer título de ATP en dobles. Dos semanas antes fue finalista en Santiago, donde cayó con Potito Starace. En marzo perdió con Ricardo Mello en primera ronda del ATP World Tour Masters 1000 de Indian Wells. En el ATP World Tour Masters 1000 de Miami venció a Andreas Seppi y a Gilles Simon antes de perder ante Tomáš Berdych en tercera ronda. Durante la gira sobre arcilla avanzó a las semifinales de Houston. Completó un récord de 4-5 en los torneos europeos sobre polvo de ladrillo. Perdió en segunda ronda de Roland Garros con Rafael Nadal. Perdió con Lu Yen-hsun en la primera ronda de Wimbledon. Llegó a semifinales de dobles en el US Open haciendo dupla Eduardo Schwank. Representó a Argentina en las semifinales del Grupo Mundial de Copa Davis, en la derrota contra Francia.

### 2011-13: Vuelta al top 100, primer título individual ATP

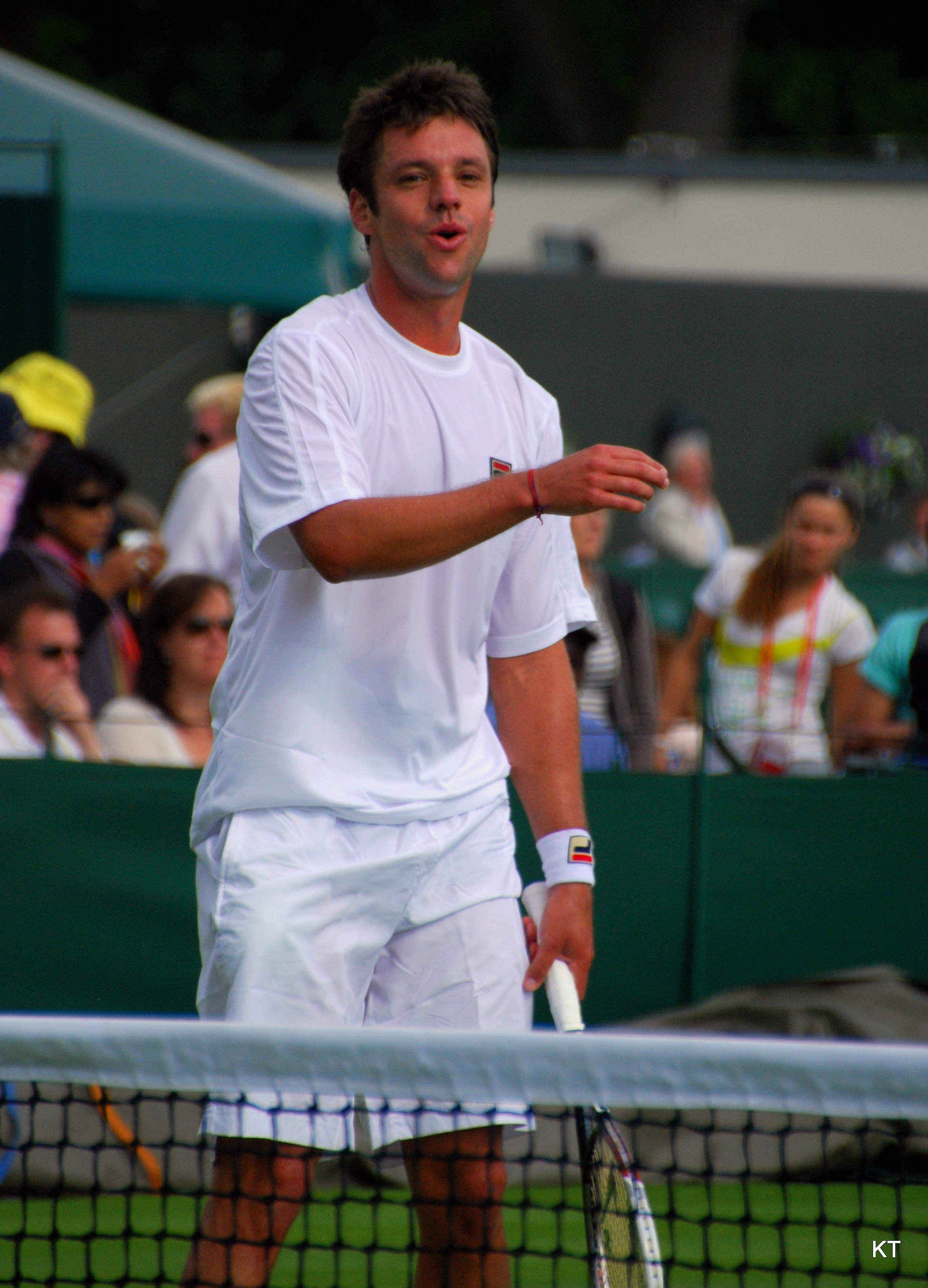
Zeballos en 2013

Inició la temporada 2011 en el puesto N° 110 del mundo. Llegó a cuartos de final en Santiago. Cayó en primera ronda US Open ante Fabio Fognini. Jugó en el ATP Challenger Tour y llegó a dos finales en Salinas y Bordeaux. En dobles obtuvo la corona en Múnich en abril (c/Bolelli), al vencer a Beck-Kas en la final. Completó un récord de 2-2 en finales de Challenger en dobles.
En el año 2012, Zeballos volvió al Top 100, ganando 3 títulos de Challlenger en 4 finales. Sus mejores resultados ATP fueron segundas rondas en Viña del Mar, Houston y Roland Garros. En dobles ganó 5 títulos de dobles Challenger con 3 compañeros diferentes.
Comienza el año 2013 ganando el Challenger de Sao Paulo y luego cae en primera ronda del Australian Open ante Andrea Seppi. En la final del ATP 250 de Viña del Mar derrota a Rafael Nadal, que volvía al circuito luego de siete meses de inactividad por lesión. Gracias a esta victoria escaló 30 puestos en el ranking ATP, pasando desde el N° 73 al N° 43. Al final de año gana el Challenger de Lima.

### 2014-16: Títulos Challenger y progreso en dobles
Comenzó perdiendo en primera ronda del São Paulo Challenger de Tenis, ganó un partido en el Torneo de Auckland y perdió en primera ronda del Australian Open.
Su primer torneo en la gira dorada fue en Viña Del Mar, en primera ronda venció al invitado local Gonzalo Lama y en 2.ª ronda perdió contra Daniel Gimeno-Traver. Tras no defender el título cayó hasta la posición 111. En su torneo de casa en Buenos Aires jugó un solo partido y perdió contra Nicolás Almagro. En el mes de mayo ganó un título en Francia, el Challenger de Aix-en-Provence. Esta vez su compañero fue su compatriota Diego Schwartzman y derrotaron en la final a la pareja Andreas Beck / Martin Fischer por 6-4, 3-6, 10-5. A principios de junio obtuvo el título de dobles del Challenger de Mestre 2014. Junto a al tenista uruguayo Pablo Cuevas como dupla, derrotaron en la final 6-4 y 6-1 a la dupla locataria de Daniele Bracciali y Potito Starace.

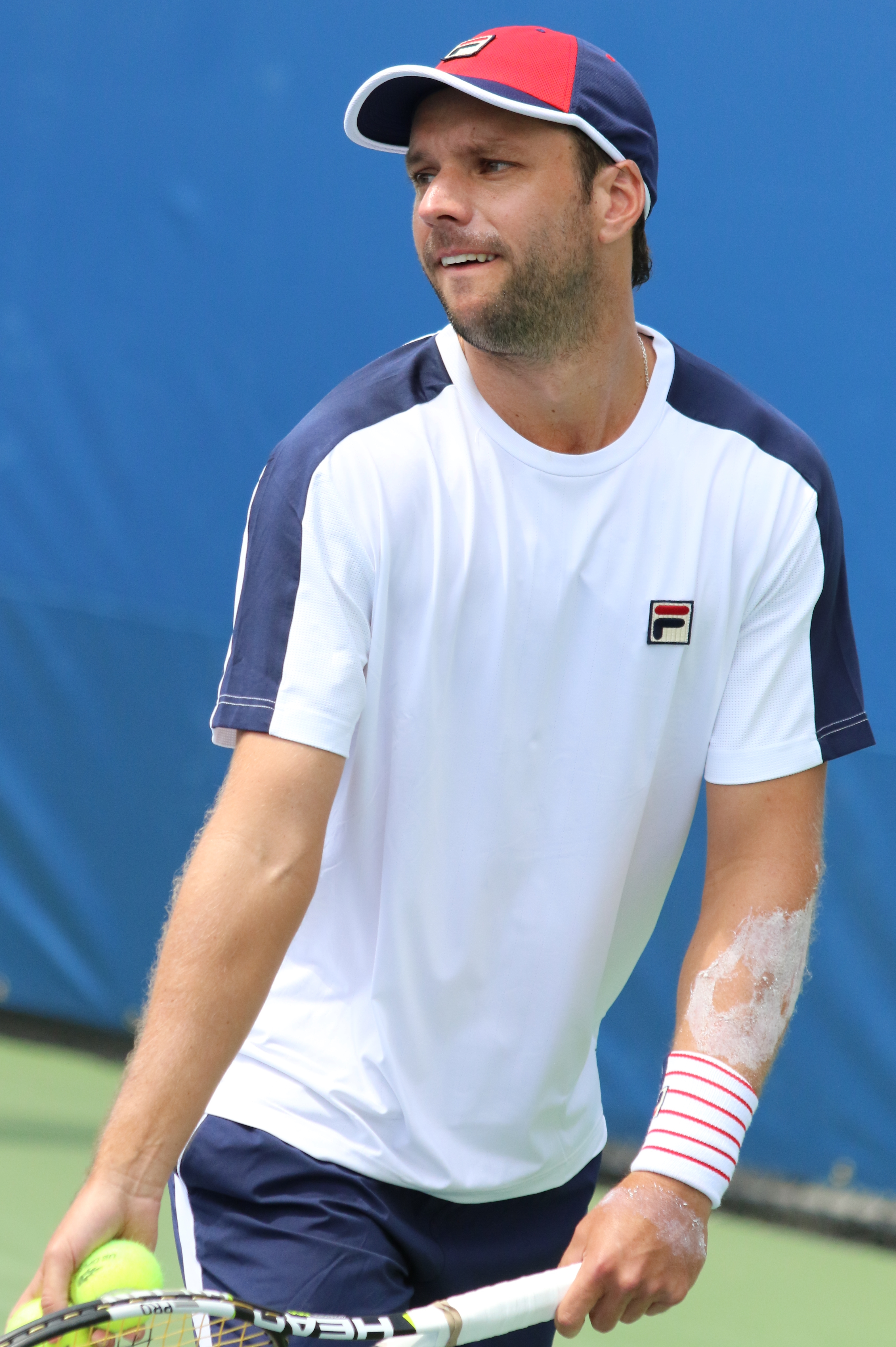
Zeballos en 2016

Horacio Zeballos jugó la clasificación del Masters 1000 de Miami 2016 como el 9.º no preclasificado derrotando a Ryan Harrison pero cayendo derrotado ante Yoshihito Nishioka en el partido por la clasificación, se le informó que en caso de que algún jugador no pudiera jugar, él entraría como Lucky Loser yendo a Crandon Park todos los días a las 9 a. m. y retirándose a las 22. El sábado 26 de marzo estaba programado un partido por la segunda ronda entre el 3.º del mundo Roger Federer y Juan Martín del Potro pero Federer, quien volvía de una lesión de rodilla, se resintió y Zeballos fue su reemplazante, entrando como Perdedor afortunado en la 2.ª ronda del torneo. Horacio logró derrotar al ex 4.º del mundo y compatriota Del Potro 6-4 6-4 y se metió en la 3.ª ronda. Zeballos declaró luego del partido : "Estaba a punto de subirme al avión para ir al Challenger de León y veo a Roger (Federer) con problemas y me informan que hay una posibilidad de que juegue pero jamás pensé estar festejando un triunfo hoy". En la 3.ª ronda derrotó al español Fernando Verdasco por 1-6 6-4 7-6 (4) salvando un punto de partido, en el partido Horacio se sintiò fuerte acalambrado en el tercer set y pidió atención médica, finalmente ganaría el partido aunque Verdasco (ex n.º 7 ) lo acusó de exagerar su estado físico aunque Zeballos admitió que todo fue real. En la 4.ª ronda se enfrentó al belga David Goffin (n.º 15 del mundo) perdiendo por 5-7 3-6 dando fin a la aventura de Zeballos en Miami.

### 2017-2019: Primer ATP 500, dos M1000 en el mismo año y top N°.10 dobles
El 29 de julio de 2018, en el Torneo de Hamburgo, se consagró campeón junto a su compañero Julio Peralta tras vencer a los europeos Oliver Marach y Mate Pavić. Este fue el primer título ATP 500 de Zeballos.

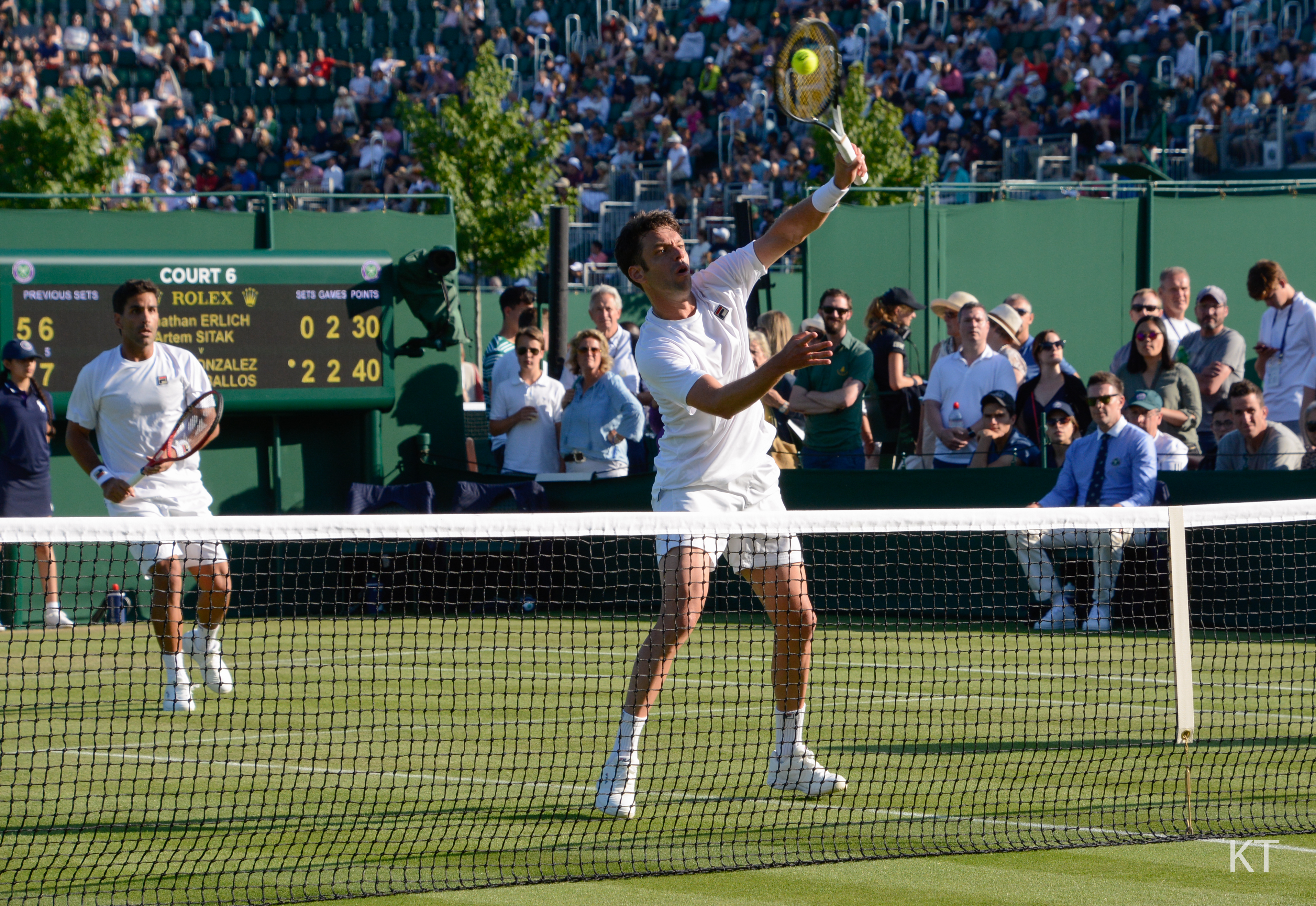
Zeballos, junto a su dupla Máximo González disputando el Campeonato de Wimbledon 2019

El año 2019 fue uno de los mejores años de Horacio, ya que este ganó el Masters de Indian Wells junto a Nikola Mektić, logrando su segundo título en pista dura y su primer Masters 1000 y también ganó el Masters de Montreal, junto a quien sería su dupla de trabajo fija año tras año, el español Marcel Granollers. Con el último título en Canadá se convirtió en el primer tenista argentino ubicado en el top 10° en dobles.
El 6 de septiembre, tuvo su primera caída en una final de grand slam, esta fue en el Abierto de Estados Unidos frente a los colombianos Juan Sebastián Cabal y Robert Farah por 4-6 y 5-7, sin embargo, fue un logro para la dupla Zeballos-Granollers ya que en solo su segundo torneo habían logrado una final en un grand slam.

### 2020-2022: Top N°.3 en dobles, títulos con Granollers y final de Wimbledon

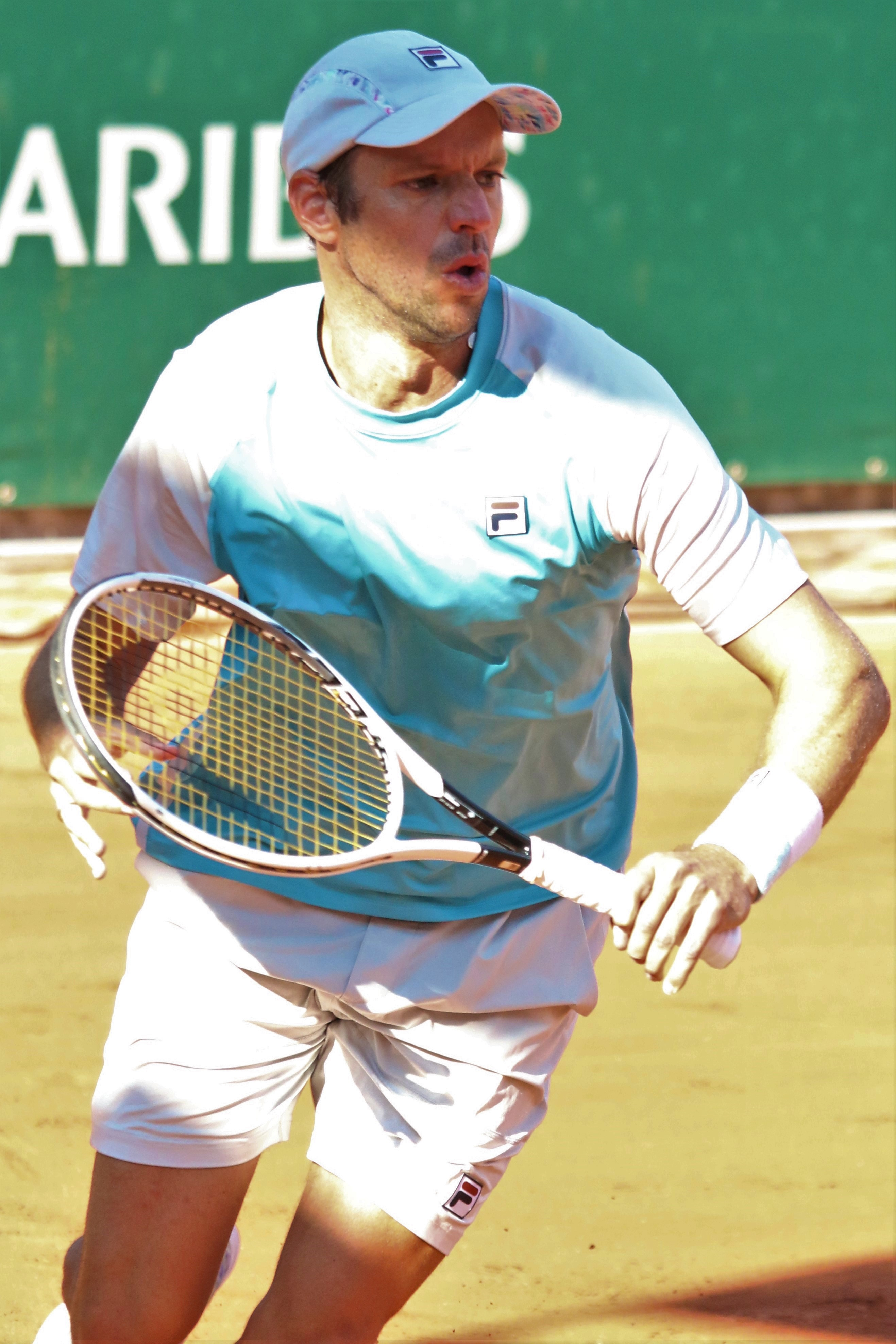
Zeballos disputando el Roland Garros 2021

En 2020 se dio el lujo de ganar su cuarto Torneo de Buenos Aires junto a su colega Máximo González venciendo a su compatriota Diego Schwartzman y al austríaco Dominic Thiem. Más tarde pasó por el Torneo de Río de Janeiro junto nuevamente a su dupla fija Granollers, dónde logró su segundo ATP 500 venciendo a los italianos Salvatore Caruso y Federico Gaio. Zeballos finalizó el año ubicado en el top N°.3 del ranking ATP consiguiendo un puesto histórico para su carrera.
En 2021, Zeballos se consagró campeón junto a Granollers en Madrid y Cincinnati consiguiendo así dos M1000 consecutivos en diferentes pistas en un lapso de 3 meses. Entre esos torneos llegó a la final de dobles en Wimbledon con Granollers dónde cayó en cuatro sets ante los croatas (en ese entonces número 1 del mundo) Nikola Mektić y Mate Pavić por 4-6, 6-7, 6-2, 5-7. Unas semanas después participó de los Juegos Olímpicos de Tokio 2020, integrando la titularidad de dobles junto a Andrés Molteni dónde cayó ante los británicos Murray y Skupski en un ajustado partido por 7-6, 4-6 y 11-13 en el match tie-break.
Comenzó la temporada 2022 siendo finalista del Buenos Aires Open junto al italiano Fabio Fognini dónde fueron derrotados por Santiago González y su compatriota Andrés Molteni por 1-6, 1-6. Sucedería lo mismo en Ginebra dónde hizo dupla con Granollers nuevamente, pero cedieron ante Murray y Michael Venus. Se redimieron en el ATP 500 de Halle, venciendo en hierba a Tim Puetz y Venus por 6-4, 6-7(5) y 14-12 en el match tie-break. Este fue el tercer título 500 de Zeballos.

### 2024: Primer doblista argentino masculino top N°.1 ATP
El 2 de mayo de 2024, en el marco del Masters de Madrid 2024, Zeballos junto a su dupla Marcel Granollers derrotaron a Hugo Nys y Jan Zieliński por 4-6, 6-2 y 16-14 en el tie break. Con este resultado Zeballos, a sus 39 años de edad se convirtió en el primer argentino en posicionarse en el número 1 de dobles en toda la historia del tenis.

## Copa Davis

### Edición 2010
En primera ronda Argentina jugaría contra Suecia. Resultado final: 3 a 2.
- Zeballos/Nalbandian derrotan a Söderling/Lindstedt por 6-2, 7-6 y 7-6.

En cuartos de final Argentina se mediría con Rusia. Resultado final: 3 a 2.
- Zeballos/Schwank derrotan a Davydenko/Kunitsyn por 7-6, 6-4, 6-7 y 6-1.

En semifinales se enfrentarían ante Francia. Resultado final: 0 a 5
- Zeballos/Schwank son derrotados por Llodra/Clément por 6-4, 7-5 y 6-3.
- Zeballos pierde ante Clement por 7-5 y 6-1.

El equipo argentino llegó hasta semifinales disputando los tres enfrentamientos de visitante y sin contar nunca con su mejor tenista, el lesionado Juan Martín del Potro.

### Edición 2013
En primera ronda Argentina debutaría ante Alemania.
- Zeballos/Nalbandian derrotan a Kas/Kamke por 6-1, 6-4, 5-7 y 6-2.

En cuartos de final Argentina recibió en condición de local a Francia
- Zeballos/Nalbandian derrotan a Llodra/Benneteau por 3-6, 7-6, 7-5 y 6-3.

## Vida personal
El 10 de abril de 2016 nació su primera hija, Emma.

## Torneos de Grand Slam

### Dobles

#### Títulos (1)
| Año  | Torneo        | Pareja            | Oponentes en la final      | Resultado        |
| 2025 | Roland Garros | Marcel Granollers | Joe Salisbury Neal Skupski | 6-0, 6-7(5), 7-5 |

#### Finalista (3)
| Año  | Torneo             | Pareja            | Oponentes en la final             | Resultado             |
| 2019 | Abierto de EE. UU. | Marcel Granollers | Juan Sebastián Cabal Robert Farah | 4-6, 5-7              |
| 2021 | Wimbledon          | Marcel Granollers | Nikola Mektić Mate Pavić          | 4-6, 6-7(4), 6-2, 5-7 |
| 2023 | Wimbledon          | Marcel Granollers | Wesley Koolhof Neal Skupski       | 4-6, 4-6              |

## Títulos ATP (26; 1+25)

### Individual (1)
| Leyenda                  |
| Grand Slam (0)           |
| ATP World Tour Final (0) |
| ATP Masters 1000 (0)     |
| ATP World Tour 500 (0)   |
| ATP World Tour 250 (1)   |

| N.º | Fecha                 | Torneo       | Superficie    | Oponente en la final | Resultado           |
| --- | --------------------- | ------------ | ------------- | -------------------- | ------------------- |
| 1.  | 10 de febrero de 2013 | Viña del Mar | Tierra batida | Rafael Nadal         | 6-7(2), 7-6(6), 6-4 |

#### Finalista (1)
| N.º | Fecha                 | Torneo          | Superficie | Oponente en la final | Resultado           |
| --- | --------------------- | --------------- | ---------- | -------------------- | ------------------- |
| 1.  | 26 de octubre de 2009 | San Petersburgo | Dura (i)   | Sergiy Stakhovsky    | 6-2, 6-7(7), 6-7(8) |

### Dobles (25)
| Leyenda                  |
| Grand Slam (1)           |
| ATP World Tour Final (0) |
| ATP Masters 1000 (9)     |
| ATP World Tour 500 (3)   |
| ATP World Tour 250 (12)  |

| N.º | Fecha                    | Torneo           | Superficie    | Pareja            | Oponentes en la final                | Resultado            |
| --- | ------------------------ | ---------------- | ------------- | ----------------- | ------------------------------------ | -------------------- |
| 1.  | 21 de febrero de 2010    | Buenos Aires     | Tierra batida | Sebastián Prieto  | Simon Greul Peter Luczak             | 7-6(4), 6-3          |
| 2.  | 1 de mayo de 2011        | Múnich           | Tierra batida | Simone Bolelli    | Andreas Beck Christopher Kas         | 7-6(3), 6-4          |
| 3.  | 28 de febrero de 2016    | São Paulo        | Tierra batida | Julio Peralta     | Pablo Carreño David Marrero          | 4-6, 6-1, [10-5]     |
| 4.  | 24 de julio de 2016      | Gstaad           | Tierra batida | Julio Peralta     | Mate Pavić Michael Venus             | 7-6(2), 6-2          |
| 5.  | 7 de agosto de 2016      | Atlanta          | Dura          | Andrés Molteni    | Johan Brunström Andreas Siljeström   | 7-6(2), 6-4          |
| 6.  | 25 de septiembre de 2016 | Metz             | Dura (i)      | Julio Peralta     | Mate Pavić Michael Venus             | 6-3, 7-6(4)          |
| 7.  | 16 de abril de 2017      | Houston          | Tierra batida | Julio Peralta     | Dustin Brown Frances Tiafoe          | 4-6, 7-5, [10-6]     |
| 8.  | 18 de febrero de 2018    | Buenos Aires (2) | Tierra batida | Andrés Molteni    | Juan Sebastián Cabal Robert Farah    | 6-3, 5-7, [10-3]     |
| 9.  | 22 de julio de 2018      | Bastad           | Tierra batida | Julio Peralta     | Simone Bolelli Fabio Fognini         | 6-3, 6-4             |
| 10. | 29 de julio de 2018      | Hamburgo         | Tierra batida | Julio Peralta     | Oliver Marach Mate Pavić             | 6-1, 4-6, [10-6]     |
| 11. | 17 de febrero de 2019    | Buenos Aires (3) | Tierra batida | Máximo González   | Diego Schwartzman Dominic Thiem      | 6-1, 6-1             |
| 12. | 16 de marzo de 2019      | Indian Wells     | Dura          | Nikola Mektić     | Łukasz Kubot Marcelo Melo            | 4-6, 6-4, [10-3]     |
| 13. | 11 de agosto de 2019     | Montreal         | Dura          | Marcel Granollers | Wesley Koolhof Robin Haase           | 7-5, 7-5             |
| 14. | 16 de febrero de 2020    | Buenos Aires (4) | Tierra batida | Marcel Granollers | Guillermo Durán Juan Ignacio Lóndero | 6-4, 5-7, [18-16]    |
| 15. | 23 de febrero de 2020    | Río de Janeiro   | Tierra batida | Marcel Granollers | Salvatore Caruso Federico Gaio       | 6-4, 5-7, [10-7]     |
| 16. | 20 de septiembre de 2020 | Roma             | Tierra batida | Marcel Granollers | Jérémy Chardy Fabrice Martin         | 6-4, 5-7, [10-8]     |
| 17. | 9 de mayo de 2021        | Madrid           | Tierra batida | Marcel Granollers | Nikola Mektić Mate Pavić             | 1-6, 6-3, [10-8]     |
| 18. | 22 de agosto de 2021     | Cincinnati       | Dura          | Marcel Granollers | Steve Johnson Austin Krajicek        | 7-6(5), 7-6(5)       |
| 19. | 19 de junio de 2022      | Halle            | Hierba        | Marcel Granollers | Tim Puetz Michael Venus              | 6-4, 6-7(5), [14-12] |
| 20. | 15 de octubre de 2023    | Shanghái         | Dura          | Marcel Granollers | Rohan Bopanna Matthew Ebden          | 5-7, 6-2, [10-7]     |
| 21. | 19 de mayo de 2024       | Roma (2)         | Tierra batida | Marcel Granollers | Marcelo Arévalo Mate Pavić           | 6-2, 6-2             |
| 22. | 12 de agosto de 2024     | Montreal (2)     | Dura          | Marcel Granollers | Rajeev Ram Joe Salisbury             | 6-2, 7-6(4)          |
| 23. | 6 de abril de 2025       | Bucarest         | Tierra batida | Marcel Granollers | Jakob Schnaitter Mark Wallner        | 7-6(3), 6-4          |
| 24. | 3 de mayo de 2025        | Madrid (2)       | Tierra batida | Marcel Granollers | Marcelo Arévalo Nikola Mektić        | 6-4, 6-4             |
| 25. | 7 de junio de 2025       | Roland Garros    | Tierra batida | Marcel Granollers | Joe Salisbury Neal Skupski           | 6-0, 6-7(5), 7-5     |

#### Finalista (21)
| N.º | Fecha                    | Torneo                | Superficie    | Pareja            | Oponentes en la final             | Resultado             |
| --- | ------------------------ | --------------------- | ------------- | ----------------- | --------------------------------- | --------------------- |
| 1.  | 7 de febrero de 2010     | Santiago              | Tierra batida | Potito Starace    | Oliver Marach Łukasz Kubot        | 4-6, 0-6              |
| 2.  | 29 de septiembre de 2013 | Kuala Lumpur          | Dura (i)      | Pablo Cuevas      | Eric Butorac Raven Klaasen        | 2-6, 4-6              |
| 3.  | 16 de febrero de 2014    | Buenos Aires          | Tierra batida | Pablo Cuevas      | Marcel Granollers Marc López      | 5-7, 4-6              |
| 4.  | 11 de febrero de 2017    | Quito                 | Tierra batida | Julio Peralta     | James Cerretani Philipp Oswald    | 3-6, 1-2, ret.        |
| 5.  | 25 de agosto de 2017     | Winston-Salem         | Dura          | Julio Peralta     | Jean-Julien Rojer Horia Tecău     | 3-6, 4-6              |
| 6.  | 24 de septiembre de 2017 | San Petersburgo       | Dura (i)      | Julio Peralta     | Roman Jebavý Matwé Middelkoop     | 4-6, 4-6              |
| 7.  | 7 de enero de 2018       | Brisbane              | Dura          | Leonardo Mayer    | Henri Kontinen John Peers         | 6-3, 3-6, [2-10]      |
| 8.  | 10 de febrero de 2019    | Córdoba               | Tierra batida | Máximo González   | Roman Jebavý Andrés Molteni       | 4-6, 6-7(4)           |
| 9.  | 28 de junio de 2019      | Eastbourne            | Hierba        | Máximo González   | Juan Sebastián Cabal Robert Farah | 6-3, 6-7(4), [6-10]   |
| 10. | 21 de julio de 2019      | Bastad                | Tierra batida | Federico Delbonis | Sander Gillé Joran Vliegen        | 7-6(5), 5-7, [5-10]   |
| 11. | 6 de septiembre de 2019  | Abierto de EE.UU.     | Dura          | Marcel Granollers | Juan Sebastián Cabal Robert Farah | 4-6, 5-7              |
| 12. | 13 de septiembre de 2020 | Kitzbühel             | Tierra batida | Marcel Granollers | Austin Krajicek Franko Škugor     | 6-7(5), 5-7           |
| 13. | 20 de marzo de 2021      | Acapulco              | Dura          | Marcel Granollers | Ken Skupski Neal Skupski          | 6-7(3), 4-6           |
| 14. | 10 de julio de 2021      | Wimbledon             | Hierba        | Marcel Granollers | Nikola Mektić Mate Pavić          | 4-6, 6-7(4), 6-2, 5-7 |
| 15. | 13 de febrero de 2022    | Buenos Aires          | Tierra batida | Fabio Fognini     | Santiago González Andrés Molteni  | 1-6, 1-6              |
| 16. | 27 de mayo de 2023       | Ginebra               | Tierra batida | Marcel Granollers | Jamie Murray Michael Venus        | 6-7(6), 6-7(3)        |
| 17. | 15 de julio de 2023      | Wimbledon             | Hierba        | Marcel Granollers | Wesley Koolhof Neal Skupski       | 4-6, 4-6              |
| 18. | 19 de noviembre de 2023  | ATP World Tour Finals | Dura (i)      | Marcel Granollers | Rajeev Ram Joe Salisbury          | 3-6, 4-6              |
| 19. | 13 de enero de 2024      | Auckland              | Dura          | Marcel Granollers | Wesley Koolhof Nikola Mektić      | 3-6, 7-6(5), [7-10]   |
| 20. | 18 de febrero de 2024    | Buenos Aires          | Tierra batida | Marcel Granollers | Simone Bolelli Andrea Vavassori   | 2-6, 6-7(6)           |
| 21. | 15 de marzo de 2024      | Indian Wells          | Dura          | Marcel Granollers | Wesley Koolhof Nikola Mektić      | 6-7(2), 6-7(4)        |

## Clasificación histórica
| Torneos de Grand Slam       |              |              |              |     |              |              |     |     |     |     |     |          |          |          |
| Abierto de Australia        | A            | 1R           | A            | A   | 1R           | 1R           | Q1  | A   | 1R  | 1R  | A   | 0 / 5    | 0-5      | 00.00 %  |
| Roland Garros               | A            | 2R           | A            | 2R  | 2R           | Q2           | Q1  | 1R  | 4R  | 2R  | A   | 0 / 6    | 7-6      | 53.85 %  |
| Wimbledon                   | A            | 1R           | A            | A   | 1R           | A            | 1R  | 1R  | 1R  | 2R  | A   | 0 / 6    | 1-6      | 14.28 %  |
| Abierto de los EE. UU.      | 2R           | 1R           | 1R           | Q1  | 1R           | Q1           | Q1  | 2R  | 1R  | A   | A   | 0 / 6    | 2-6      | 25.00 %  |
| Ganado-Perdido              | 1-1          | 1-4          | 0–1          | 1-1 | 1–4          | 0-1          | 0-1 | 1-3 | 3-4 | 2-3 | 0-0 | 0 / 23   | 10–23    | 30.30 %  |
| ATP World Tour Finals       |              |              |              |     |              |              |     |     |     |     |     |          |          |          |
| ATP World Tour Finals       | A            | A            | A            | A   | A            | A            | A   | A   | A   | A   | A   | 0 / 0    | 0–0      | 00.00 %  |
| ATP World Tour Masters 1000 |              |              |              |     |              |              |     |     |     |     |     |          |          |          |
| Indian Wells                | A            | 1R           | A            | A   | 1R           | 2R           |     | A   |     |     |     | 0 / 3    | 1-3      | 33.33 %  |
| Miami                       | Q1           | 3R           | Q1           | Q1  | 2R           | 2R           |     | R16 |     |     |     | 0 / 3    | 4–3      | 57.14 %  |
| Monte Carlo                 | A            | 1R           | A            | A   | 1R           | A            |     | A   |     |     |     | 0 / 2    | 0–2      | 00.00 %  |
| Madrid                      | A            | A            | A            | A   | 1R           | A            |     | A   |     |     |     | 0 / 1    | 0-1      | 00.00 %  |
| Roma                        | A            | 1R           | A            | A   | 1R           | A            |     | A   |     |     |     | 0 / 2    | 0-2      | 00.00 %  |
| Canadá                      | A            | A            | A            | A   | A            |              |     | A   |     |     |     | 0 / 0    | 0-0      | 00.00 %  |
| Cincinnati                  | A            | 1R           | A            | A   | A            |              |     | A   |     |     |     | 0 / 0    | 0-1      | 00.00 %  |
| Shanghái                    | A            | A            | A            | A   | A            |              |     | A   |     |     |     | 0 / 0    | 0-0      | 00.00 %  |
| París                       | A            | A            | A            | A   | Q1           |              |     | A   |     |     |     | 0 / 0    | 0-0      | 00.00 %  |
| Ganado-Perdido              | 0-0          | 2-5          | 0–0          | 0-0 | 1-5          | 1-1          |     | 2-1 |     |     |     | 0 / 11   | 4-11     | 26.67 %  |
| Copa Davis                  |              |              |              |     |              |              |     |     |     |     |     |          |          |          |
| Copa Davis                  | A            | A            | A            | A   | SF           |              |     |     |     |     |     | 0 / 1    | 1-0      | 100.00 % |
| Juegos Olímpicos            |              |              |              |     |              |              |     |     |     |     |     |          |          |          |
| Juegos Olímpicos            | No Disputado | No Disputado | No Disputado | A   | No Disputado | No Disputado |     |     |     |     |     | 0 / 0    | 0-0      | 00.00 %  |
| Ranking                     | 45           | 110          | 109          | 85  | 56           | 123          | 124 | 71  |     |     |     | $109,114 | $109,114 | $109,114 |

### Juegos Panamericanos
| N.º | Fecha               | Torneo              | Superficie    | Pareja          | Oponentes en la final       | Resultado |
| --- | ------------------- | ------------------- | ------------- | --------------- | --------------------------- | --------- |
| 1.  | 29 de julio de 2007 | Río de Janeiro 2007 | Tierra batida | Eduardo Schwank | Adrián García Jorge Aguilar | 6-3, 6-4  |

## Copa del Mundo por Equipos (ARG)

### Individuales
| N.º | Fecha | Torneo     | Superficie        | Ronda            | Oponente              | Resultado      |
| --- | ----- | ---------- | ----------------- | ---------------- | --------------------- | -------------- |
| 1.  | 2010  | Düsseldorf | Polvo de ladrillo | RR (Round Robin) | Filip Krajinovic      | 6-1 6-4        |
| 2.  | 2010  | Düsseldorf | Polvo de ladrillo | RR (Round Robin) | Philipp Kohlschreiber | 3-6 4-6        |
| 3.  | 2010  | Düsseldorf | Polvo de ladrillo | Final            | Robby Ginepri         | 6-4 6-7(7) 7-5 |

### Dobles
| N.º | Fecha | Torneo     | Superficie        | Ronda            | Pareja          | Oponentes                             | Resultado    |
| --- | ----- | ---------- | ----------------- | ---------------- | --------------- | ------------------------------------- | ------------ |
| 1.  | 2010  | Düsseldorf | Polvo de ladrillo | RR (Round Robin) | Eduardo Schwank | Victor Troicki Nenad Zimonjic         | 6-1 3-6 6-10 |
| 2.  | 2010  | Düsseldorf | Polvo de ladrillo | RR (Round Robin) | Juan Mónaco     | Christopher Kas Philipp Kohlschreiber | 6-2 6-3      |
| 3.  | 2010  | Düsseldorf | Polvo de ladrillo | RR (Round Robin) | Juan Mónaco     | Jeremy Chardy Nicolas Mahut           | 7-5 3-6 10-8 |

## Torneos Challenger (50; 15+35)

### Individuales (15)
| N.º | Fecha      | Torneo                         | Superficie    | Oponente en la final    | Resultado        |
| --- | ---------- | ------------------------------ | ------------- | ----------------------- | ---------------- |
| 1.  | 16.06.2008 | Challenger de Recanati         | Dura          | Grega Zemlja            | 6-3, 6-4         |
| 2.  | 26.01.2009 | Challenger de Bucaramanga      | Tierra batida | Carlos Salamanca        | 7-5, 6-2         |
| 3.  | 15.03.2009 | Challenger de Bogotá           | Tierra batida | Santiago González       | 7-6(3), 6-0      |
| 4.  | 20.07.2009 | Challenger de Manta            | Dura          | Vincent Millot          | 3-6, 7-5, 6-3    |
| 5.  | 03.08.2009 | Challenger de Campos do Jordão | Dura          | Thiago Alves            | 6-7(4), 6-4, 6-3 |
| 6.  | 04.10.2009 | Challenger de Buenos Aires     | Tierra batida | Gastón Gaudio           | 6-2, 3-6, 6-3    |
| 7.  | 13.05.2012 | Challenger de Praga            | Tierra batida | Martin Klizan           | 1-6, 6-4, 7-6(6) |
| 8.  | 04.11.2012 | Challenger de Montevideo       | Tierra batida | Julian Reister          | 6-3, 6-2         |
| 9.  | 11.11.2012 | Challenger de San Leopoldo     | Tierra batida | Paul Capdeville         | 3-6, 7-5, 7-6(2) |
| 10. | 06.01.2013 | Challenger de San Pablo        | Dura          | Rogério Dutra da Silva  | 7-6(5), 6-2      |
| 11. | 17.11.2013 | Challenger de Lima             | Dura          | Facundo Bagnis          | 6-7(4), 6-3, 6-3 |
| 12. | 29.06.2014 | Challenger de Marburgo         | Tierra batida | Thiemo de Bakker        | 3-6, 6-3, 6-3    |
| 13. | 21.09.2014 | Challenger de Quito            | Tierra batida | Nicolás Jarry           | 6-4, 7-6(9)      |
| 14. | 18.06.2016 | Challenger de Poprad           | Tierra batida | Gerald Melzer           | 6-3, 6-4         |
| 15. | 09.07.2016 | Challenger de Bastad           | Tierra batida | Roberto Carballés Baena | 6-3, 6-4         |

### Dobles (35)
| N.º | Fecha      | Torneo                         | Superficie    | Pareja            | Oponentes en la final                 | Resultado           |
| --- | ---------- | ------------------------------ | ------------- | ----------------- | ------------------------------------- | ------------------- |
| 1.  | 25.11.2006 | Challenger de Naples           | Tierra batida | Pablo Cuevas      | Goran Dragicevic Mirko Pehar          | 7-6(5), 6-3         |
| 2.  | 26.03.2007 | Challenger de México           | Tierra batida | Marcelo Melo      | Ramón Delgado André Sá                | 6-4, 6-2            |
| 3.  | 23.04.2007 | Challenger de Florianópolis    | Tierra batida | Pablo Cuevas      | Andre Miele Joao Souza                | 6-4, 6-4            |
| 4.  | 02.07.2007 | Challenger de Turín            | Tierra batida | Pablo Cuevas      | Pablo Andújar Flávio Saretta          | 6-3, 6-1            |
| 5.  | 06.08.2007 | Challenger de Campos do Jordão | Dura          | Eduardo Schwank   | John Paul Fruttero Izak Van der Merwe | 6-7(5), 6-3, [10-4] |
| 6.  | 13.08.2007 | Challenger de Manta            | Dura          | Eduardo Schwank   | John Paul Fruttero Eric Nunez         | 6-4, 6-2            |
| 7.  | 01.10.2007 | Challenger de Medellín         | Tierra batida | Pablo Cuevas      | Santiago González Bruno Soares        | 6-4, 6-4            |
| 8.  | 16.03.2009 | Challenger de Santiago         | Tierra batida | Sebastián Prieto  | Flávio Saretta Rogério Dutra da Silva | 7-6(2), 6-2         |
| 9.  | 22.03.2009 | Challenger de Bogotá-1         | Tierra batida | Sebastián Prieto  | Alexander Peya Fernando Vicente       | 4-6, 6-1, [11-9]    |
| 10. | 12.04.2009 | Challenger de San Luis Potosí  | Tierra batida | Santiago González | Franco Ferreiro Júlio Silva           | 6-2, 7-6(5)         |
| 11. | 17.05.2009 | Challenger de Burdeos          | Tierra batida | Pablo Cuevas      | Xavier Pujo Stéphane Robert           | 4-6, 6-4, [10-4]    |
| 12. | 19.07.2009 | Challenger de Bogotá-2         | Tierra batida | Sebastián Prieto  | Marcos Daniel Ricardo Mello           | 6-4, 7-5            |
| 13. | 20.09.2009 | Challenger de Cali             | Tierra batida | Sebastián Prieto  | Ricardo Hocevar João Souza            | 4-6, 6-3, [10-5]    |
| 14. | 05.09.2011 | Challenger de Génova           | Tierra batida | Dustin Brown      | Jordan Kerr Travis Parrot             | 6-2, 7-5            |
| 15. | 07.03.2011 | Challenger de Santiago         | Tierra batida | Máximo González   | Guillermo Rivera Cristóbal Saavedra   | 6-3, 6-4            |
| 16. | 24.01.2012 | Challenger de Bucaramanga      | Tierra batida | Ariel Behar       | Paolo Lorenzi Miguel Ángel López      | 6-4, 7-6(5)         |
| 17. | 02.02.2012 | Challenger de Salinas          | Tierra batida | Martin Alund      | Ariel Behar Carlos Salamanca          | 6-3, 6-3            |
| 18. | 13.05.2012 | Challenger de Praga            | Tierra batida | Lukás Rosol       | Martin Klizan Igor Zelenay            | 7-5, 2-6, [12-10]   |
| 19. | 08.10.2012 | Challenger de San Juan         | Tierra batida | Martín Alund      | Nicholas Monroe Simon Stadler         | 3-6, 6-2, [14-12]   |
| 20. | 29.10.2012 | Challenger de Buenos Aires     | Tierra batida | Martín Alund      | Facundo Argüello Agustín Velotti      | 7-6(6), 6-2         |
| 21. | 10.05.2014 | Challenger de Aix-en-Provence  | Tierra batida | Diego Schwartzman | Andreas Beck Martin Fischer           | 6-4, 3-6, [10-5]    |
| 22. | 07.06.2014 | Challenger de Mestre           | Tierra batida | Pablo Cuevas      | Daniele Bracciali Potito Starace      | 6-4, 6-1            |
| 23. | 04.04.2015 | Challenger de San Luis Potosí  | Tierra batida | Guillermo Durán   | Sergio Galdós Guido Pella             | 7-6(4), 6-4         |
| 24. | 26.04.2015 | Challenger de Savannah         | Tierra        | Guillermo Durán   | Dennis Novikov Julio Peralta          | 6-4, 6-3            |
| 25. | 07.06.2015 | Challenger de Fürth            | Tierra batida | Guillermo Durán   | Inigo Cervantes Renzo Olivo           | 6-1, 6-3            |
| 26. | 13.06.2015 | Challenger de Moscú            | Tierra batida | Renzo Olivo       | Julio Peralta Matt Seeberger          | 7-5, 6-3            |
| 27. | 12.09.2015 | Challenger de Génova           | Tierra batida | Guillermo Durán   | Andrea Arnaboldi Alessandro Giannessi | 7-5, 6-4            |
| 28. | 12.10.2015 | Challenger de Corrientes       | Tierra batida | Julio Peralta     | Guillermo Durán Máximo González       | 6-2, 6-3            |
| 29. | 02.11.2015 | Challenger de Bogotá           | Tierra batida | Julio Peralta     | Nicolás Barrientos Eduardo Struvay    | 6-3, 6-4            |
| 30. | 09.11.2015 | Challenger de Buenos Aires     | Tierra batida | Julio Peralta     | Guido Andreozzi Lucas Arnold-Ker      | 6-2, 7-5            |
| 31. | 30.01.2016 | Challenger de Bucaramanga      | Tierra batida | Julio Peralta     | Sergio Galdós Luis David Martínez     | 6-2, 6-2            |
| 32. | 10.09.2016 | Challenger de Génova           | Tierra batida | Julio Peralta     | Alexander Bury Andrei Vasilevski      | 6-4, 6-3            |
| 33. | 16.10.2016 | Challenger de Buenos Aires     | Tierra batida | Julio Peralta     | Sergio Galdós Fernando Romboli        | 7-6(5), 7-6(1)      |
| 34. | 23.10.2016 | Challenger de Santiago         | Tierra batida | Julio Peralta     | Sergio Galdós Máximo González         | 6-3, 6-4            |
| 35. | 16.03.2025 | Challenger de Phoenix          | Dura          | Marcel Granollers | Austin Krajicek Rajeev Ram            | 6-3, 7-6(2)         |